# Semecarpus cochinchinensis
Semecarpus cochinchinensis är en sumakväxtart som beskrevs av Adolf Engler. Semecarpus cochinchinensis ingår i släktet Semecarpus och familjen sumakväxter. Inga underarter finns listade i Catalogue of Life.